# Elecciones presidenciales de Egipto de 2012
La elección presidencial en Egipto del año 2012 se realizó en los meses de mayo y junio de 2012. Las elecciones presidenciales  de 2012 fueron las primeras elecciones presidenciales democráticas de la historia de Egipto. Los Hermanos Musulmanes declararon en la madrugada del 18 de junio de 2012 que su candidato, Mohamed Morsi, había ganado las elecciones presidenciales de Egipto, lo que supondría la primera victoria de un islamista como jefe de Estado en el mundo árabe.  Fueron las segundas elecciones presidenciales en la historia de Egipto con más de un candidato, después de las elecciones de 2005, y las primeras elecciones presidenciales después de la revolución egipcia de 2011 que derrocó al presidente Hosni Mubarak, durante la Primavera Árabe. Sin embargo, la presidencia de Morsi fue breve y de corta duración, y más tarde se enfrentó a protestas masivas a favor y en contra de su gobierno, solo para ser derrocado en un golpe militar en julio de ese año.

## Generalidades
La primera vuelta electoral se celebró los días 23 y 24 de mayo de ese año.
Ninguno de los candidatos obtuvo la mayoría absoluta, por lo que se celebró una segunda vuelta electoral los días 16 y 17 de junio entre el exministro Ahmed Shafik y el islamista Mohamed Morsi. Esto configuró un panorama polarizado entre la posibilidad de una marcha atrás en el tiempo o la eventual instauración de un estado confesional islámico.
Los observadores políticos consideran que estos comicios son una instancia culminante en el proceso iniciado con la revolución egipcia de 2011, siendo su característica más destacable, el pluralismo y apertura.

## Candidatos

### Aprobados
Los candidatos que fueron aprobados son:
- Amr Musa
- Abdel Moneim Abul Futuh
- Ahmed Shafik
- Mohamed Morsi
- Khaled Ali
- Hamdin Sabahi
- Mohammad Salim Al-Awa
- Hisham Bastawisy

### Descalificados
La Comisión Electoral prohibió la participación de Ayman Nour, Khairat El-Shater, Hazem Salah Abu Ismail y Omar Suleiman.

## Resultados
Los resultados finales desvelados por la comisión electoral revelan un participación del 43.4% y los siguientes resultados:
| Candidatos            | Candidatos              | Partis                                 | Primera vuelta | Primera vuelta | Segunda vuelta | Segunda vuelta |
| Candidatos            | Candidatos              | Partis                                 | Votos          | %              | Votos          | %              |
| --------------------- | ----------------------- | -------------------------------------- | -------------- | -------------- | -------------- | -------------- |
|                       | Mohamed Morsi           | Partido Libertad y Justicia            | 5 764 952      | 24,78          | 13 230 131     | 51,73          |
|                       | Ahmed Shafik            | Independiente                          | 5 505 327      | 23,66          | 12 347 380     | 48,27          |
|                       | Hamdin Sabahi           | Partido Dignidad                       | 4 820 273      | 20,72          |                |                |
|                       | Abdel Moneim Abul Futuh | Independiente                          | 4 065 239      | 17,47          |                |                |
|                       | Amr Musa                | Independiente                          | 2 588 850      | 11,13          |                |                |
|                       | Mohamed Selim el-Aoua   | Independiente                          | 235 374        | 1,01           |                |                |
|                       | Khaled Ali              | Independiente                          | 134 056        | 0,58           |                |                |
|                       | Abou El-Ezz El-Hariri   | Partido Alianza Popular Socialista     | 40 090         | 0,17           |                |                |
|                       | Hicham el-Bastawissi    | Partido Nacional Unionista Progresista | 29 189         | 0,13           |                |                |
|                       | Mahmoud Houssam         | Independiente                          | 23 992         | 0,10           |                |                |
|                       | Mohamed Fawzi Issa      | Partido Generación Democrática         | 23 889         | 0,10           |                |                |
|                       | Houssam Khairallah      | Partido Democrático por la Paz         | 22 036         | 0,09           |                |                |
|                       | Abdallah el-Achaal      | Partido de la Autenticidad             | 12 249         | 0,05           |                |                |
|                       |                         |                                        |                |                |                |                |
| Votos válidos         | Votos válidos           | Votos válidos                          | 23 265 516     | 98,28          | 25 577 511     | 96,81          |
| Votes blancos o nulos | Votes blancos o nulos   | Votes blancos o nulos                  | 406 720        | 1,72           | 843 252        | 3,19           |
| Total                 | Total                   | Total                                  | 23 672 236     | 100            | 26 420 763     | 100            |
| Abstención            | Abstención              | Abstención                             | 27 324 510     | 53,58          | 24 538 031     | 48,15          |
| Participación         | Participación           | Participación                          | 50 996 746     | 46,42          | 50 958 794     | 51,85          |

## Acusaciones de interferencia electoral
Han surgido acusaciones de que el Ministerio del Interior entregó más de 900.000 tarjetas de identificación a soldados egipcios para que pudieran votar por Shafik en la primera vuelta, lo que sería una grave violación de la campaña. Sabahi pidió que se suspendieran temporalmente las elecciones egipcias hasta que se llevara a cabo una investigación.
En agosto de 2013, el ex negociador israelí Yossi Beilin escribió que un funcionario egipcio le había dicho que los verdaderos resultados daban a Shafik la victoria, pero los militares le dieron la presidencia a Morsi por temor a disturbios.